# Casa Verdi
La Casa Verdi, también conocida como Casa di Riposo per Musicisti (literalmente «Hogar de descanso para músicos»), es un residencia para cantantes de ópera y músicos retirados en Milán, norte de Italia, fundada por el compositor italiano Giuseppe Verdi (cuya estatua está fuera del edificio) en 1896. El edificio fue diseñado en estilo neogótico por el arquitecto italiano Camillo Boito. Tanto Verdi como su esposa, Giuseppina Strepponi están enterrados allí. El director de cine suizo Daniel Schmid rodó una película documental sobre la vida en la Casa di Riposo, Il Bacio di Tosca, en 1984.

## Historia
En los últimos años de su vida, Verdi le escribió a su amigo Giulio Monteverde :

Delle mie opere, quella che mi piace di più è la Casa che ho fatto costruire a Milano per accogliervi i vecchi artisti di canto non favoriti dalla fortuna, o che non possedettero da giovani la virtù del risparmio. Poveri e cari compagni della mia vita!
Of all my works, that which pleases me the most is the Casa that I had built in Milan to shelter elderly singers who have not been favoured by fortune, or who when they were young did not have the virtue of saving their money. Poor and dear companions of my life!"
De todas mis obras, lo que más me agrada es la Casa que había construido en Milán para albergar a cantantes mayores que no habían sido favorecidos por la fortuna o que cuando eran jóvenes no tenían la virtud de ahorrar su dinero. ¡Pobres y queridos compañeros de mi vida!

En 1888, Verdi ya había construido, equipado y administrado un hospital en Villanova sull'Arda, una ciudad que bordea los campos de su propiedad, Villa Verdi. Al año siguiente, recurrió a su próximo proyecto filantrópico, un hogar para cantantes de ópera y músicos retirados que habían caído en tiempos difíciles. En 1889, le escribió a Giulio Ricordi que había adquirido un gran pedazo de tierra vacía en Milán a las afueras de Porta Garibaldi en el que planeaba construir su casa de retiro. Luego anunció sus planes públicamente en una entrevista de 1891 en la Gazetta musicale di Milano. La construcción no comenzó hasta 1896, pero en los años intermedios Verdi y su esposa, Giuseppina Strepponi, se reunieron con frecuencia con el arquitecto, Camillo Boito para planificar el proyecto. (Camillo Boito era el hermano del amigo y libretista de Verdi, Arrigo Boito). También buscó información sobre cómo se administraban otros hospicios para ancianos. En 1895, Verdi hizo provisiones en su testamento para financiar la Casa después de su muerte, legando las futuras regalías de sus óperas a la Casa di Riposo per Musicisti - Fondazione Giuseppe Verdi. La construcción se completó en 1899, pero Verdi no quería que ningún residente se mudara hasta después de su muerte.

## Residentes destacados
- Gemma Bosini
- Carlo Broccardi
- Giuseppe Costa
- Gilda Dalla Rizza
- Sara Scuderi
- Mariano Stabile